# Gadheim
Gadheim ist ein Gemeindeteil der Gemeinde Veitshöchheim im unterfränkischen Landkreis Würzburg in Bayern.

## Geografische Lage
Das Kirchdorf Gadheim liegt zwei Kilometer nordöstlich des Veitshöchheimer Gemeindegebietes innerhalb des Maindreiecks auf einer Höhe von 273 m ü. NHN. Westlich fällt das Gelände über 100 Höhenmeter zum Tal des Mains hin ab, nördlich steigt die Landschaft zum Gramschatzer Wald bis auf 385 m ü. NHN an.
Nachbargemeinden
Nördlich beginnt das Gemeindegebiet von Güntersleben, während östlich das Gebiet von Rimpar anfängt. Im Südosten und Süden beginnt das Stadtgebiet von Würzburg mit dem Stadtbezirk Dürrbachtal, der Ortsteil Oberdürrbach liegt Gadheim am nächsten. Südwestlich im Tal liegt Veitshöchheim selbst.
Neuer Mittelpunkt der Europäischen Union

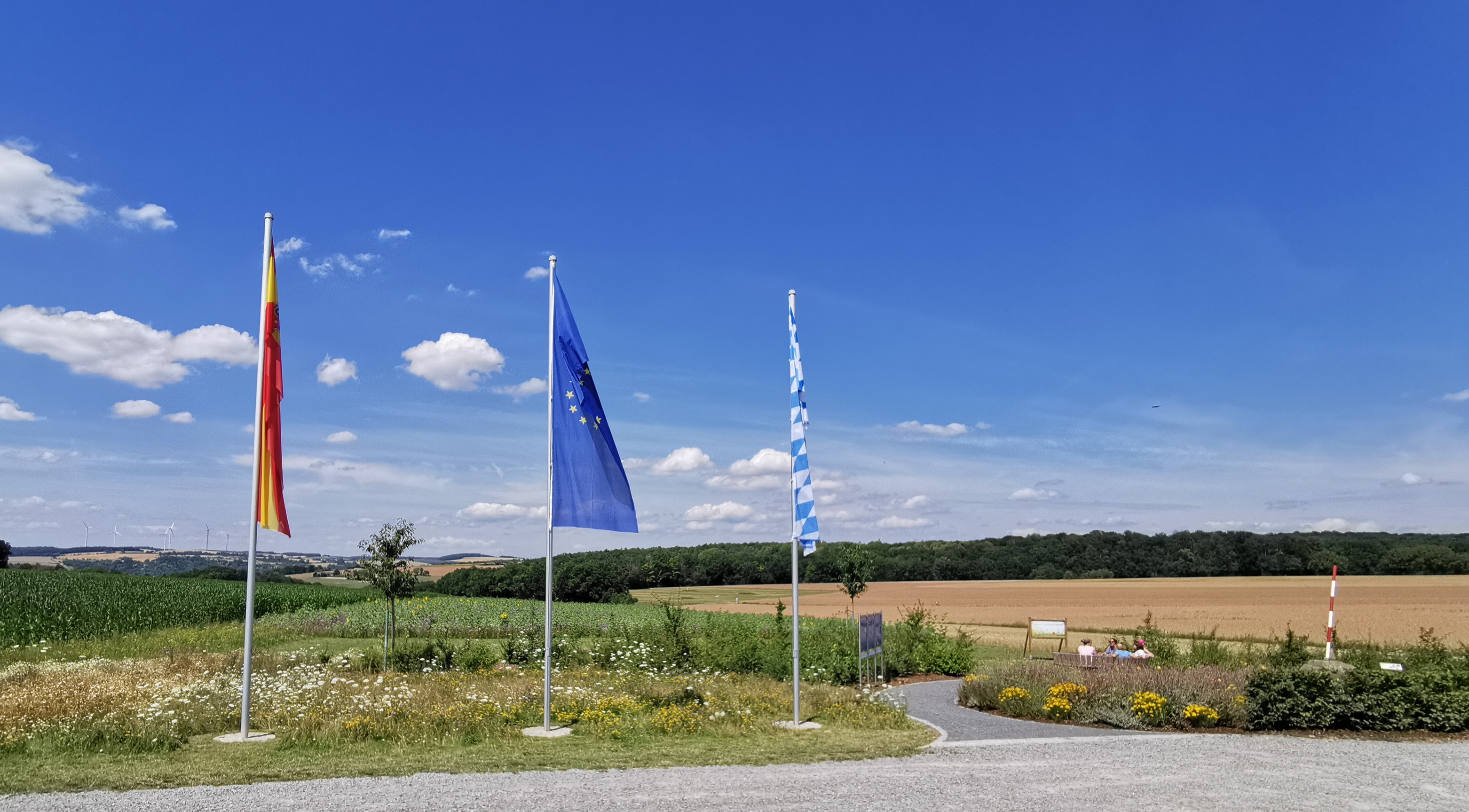
Mittelpunkt der Europäischen Union in Gadheim, mit den Flaggen der EU, von Bayern und Veitshöchheim (2020)

Seit dem Austritt des Vereinigten Königreichs aus der Europäischen Union mit dem 31. Januar 2020 ist Gadheim neuer geografischer Mittelpunkt der Union. An dieser Stelle wurde ein kleiner Rast- und Gedenkplatz errichtet.

## Geschichte
Die nahe Umgegend von Gadheim ist seit dem Endneolithikum besiedelt, wie einzelne Lesefunde belegen. 500 m südlich des Ortskernes befand sich eine etwa einen Hektar große Siedlung der jüngeren Latènezeit und in 900 m Entfernung lag die über drei Hektar große neolithische Siedlung. Beide sind als Bodendenkmale geschützt.
Das Dorf war zunächst lange Zeit Teil des Hochstifts Würzburg. Im Jahr 1337 verkaufte allerdings Fürstbischof Otto II. von Wolfskeel das Dorf mit allen Untertanen an die Brüder Wolfram und Heinrich Schenck von Roßberg. Noch im selben Jahr wurde der Ort vom Bischof wieder zurück erworben. Eine Urkunde vom 3. Mai 1407 berichtet über den Verkauf der Gadheimer Vogtei durch Eberhard Schenck von Roßberg an den Abt von St. Stephan, Gerhard. Damals wurde das Dorf „Gademen“ genannt.
Auf der Gemarkung des Dorfes stand zu dieser Zeit auch der sogenannte Neuenhof. Dieser Hof war zeitweise ebenfalls an die Schenck von Roßberg verpfändet und gelangte im Jahr 1446 von einem gewissen Fritz Weyler an den Abt Berthold von St. Stephan. Im Jahr 1465 gab der damalige Abt Konrad einen Hof zu Lehen, wobei er sich die Vogtei vorbehielt. Lange Zeit war Gadheim Teil der Gemeinde Oberdürrbach.
Das bayerische Urkataster zeigt Gadheim in den 1810er Jahren südlich der Kapelle als ein Haufendorf mit acht Höfen, etwa 25 Gebäuden und stattlichen Wirtschaftsflächen. Es gab einen Gemeindeweiher in der Ortsmitte sowie zwei weitere, private Teiche. Diese sind heutzutage allesamt zugeschüttet und überbaut.
Im Zuge der Gebietsreform in Bayern kam Gadheim am 1. Juli 1976 an Veitshöchheim, als Oberdürrbach nach Würzburg eingegliedert wurde.

## Sehenswürdigkeiten
In Gadheim hat sich lediglich ein Baudenkmal erhalten. Es handelt sich um die katholische Kapelle St. Markus. Das Gotteshaus entstand bereits im Jahr 1467, wurde allerdings in den Jahrhunderten danach mehreren Veränderungen unterzogen. Die größte Restaurierung erfolgte im 18. Jahrhundert. Die Kirche präsentiert sich als Saalbau mit eingezogenem Chor. Auf der Westseite wurde ein kleiner Dachreiter aufgesetzt.

## Verkehr und Infrastruktur
Der Ort zeigt sich noch heute überwiegend landwirtschaftlich geprägt. Angesiedelt hat sich in der Ortsmitte das Berufsbildungswerk der Caritas-Don Bosco gGmbH.
Verkehrsmäßig erschlossen ist Gadheim in Nord-Süd-Richtung mit der Kreisstraße WÜ 3. Der ÖPNV bedient den Ort mit zwei Haltestellen der Buslinie 19 der WVV.